# Николај из Дамаска
Николај из Дамаска (грч. Νικόλαος Δαμασκηνός, Nikolāos Damaskēnos) је био грчки историчар и филозоф који је живео у Римском царству у доба владавине Августа. Родио се у Дамаску око 64. п. н. е.
Био је пријатељ с Иродом Великим, а према Софронију поучавао је децу Марка Антонија и Клеопатре.
Његов књижевни опус био је велики, али већином је изгубљен. Најважније дело било је „Историја“ које се састојало од 144 књига.

## Радови
- „Историја“
- „Аугустов живот“
- „Аутобиографија“
- „Преглед о Аристотелу“
- „О биљкама“
- трагедије и комедије (изгубљена дела)